# Pesčanaja
La Pesčanaja (in russo Песчаная?) è un fiume della Siberia occidentale (Russia), affluente di sinistra del fiume Ob'.

## Corso del fiume
La Pesčanaja nasce sui rilievi dei monti Seminskij, sul versante nord-occidentale dei monti Altaj, circa 25 km a sud-est del villaggio di Beš-Ozek, nella repubblica dell'Altaj. Il fiume comincia il suo corso in direzione nord-nord-ovest per i tre quarti del suo percorso. In corrispondenza della cittadina di Solonovka cambia direzione per puntare in direzione nord-est e poi progressivamente a nord. Verso la fine del corso, dopo aver attraversato la città di Smolenskoe, il fiume vira nuovamente verso nord-ovest. Poco dopo il fiume si riversa nell'Ob dalla sua sponda sinistra a circa 30 km a valle rispetto alla città di Bijsk, e 15 km a valle rispetto alla confluenza tra i fiumi Bija e Katun', nel kraj dell'Altaj.
Il corso del fiume può essere suddiviso in tre sezioni in funzione del regime delle acque: una parte superiore (fino alla confluenza del fiume Bol'šaja Tihaja), una parte intermedia (fino al the villaggio di Krasnyj Gorodok) e una parte inferiore.
Il bacino idrografico è dlimitato a ovest dalla catena montuosa dell'Anujskij, a est dai monti Čerginskij e a sud dalle catene della Terekta e del Seminskij.
I principali affluenti sono (dalla sorgente verso la foce) l'Adatkan, la Kukuja, la Kujača, la Baranča, la Bol'šaja Tihaja, la Bystraja, la Solonovka, la Belokuriha e la Poperečnaja.

### La foce
La foce della Pesčanaja nel fiume Ob' è considerata un monumento naturale per il particolare paesaggio pittoresco ricco di golene e anse. Le sponde del fiume offrono un habitat ideale per la nidifcazione di diverse specie di uccelli. La foce del fiume è raggiungibile solo via barca o a cavallo.

### Navigabilità dell'Ob' superiore
La Pesčanaja trasporta una grande quantità di detriti, prevalentemente sabbia. Sfociando nel fiume Ob' le sostanze in sospensione si depositano in maniera brusca formando sedimenti nel tratto che va dal villaggio di Ust'-Anuj fino a Bystryj Istok, area tipicamente difficoltosa alla navigazione, che richiede continui dragaggi. Negli anni '80 furono realizzate delle dighe per convogliare in maniera opportuna le acque della Pesčanaja, al fine di ridurre l'effetto dei depositi sulla navigabilità dell'Ob'. Dopo la costruzione delle dighe la navigabilità dell'Ob' migliorò notevolmente, tuttavia queste vennero successivamente demolite sicché i depositi della Pesčanaja tornarono a sedimentare, impedendo nuovamente la navigabilità dell'Ob' superiore.

## Idrometria
La portata della Pesčanaja è stata misurata per 66 anni, nel periodo 1931-2000, nei pressi della cittadina di Točil'noe, a circa 54 km dalla sua confluenza con l'Ob', ad un'altitudine di 182 m s.l.m. L'area di drenaggio a monte del punto di misura è pari a 4.720 km², circa l'83% del bacino idrografico del fiume.
La portata media nel corso dell'anno si attesta a 31,5 m³/s, distribuita nei vari mesi come da grafico seguente:
Portata m³/s